# 天主教利納雷斯教區 (智利)
天主教利納雷斯教區（拉丁語：Dioecesis Linarensis）是智利一個羅馬天主教教區，屬聖地牙哥總教區。
教區成立於1925年10月18日，包括利納雷斯省、考克內斯省，以及塔爾卡省兩市。2004年有教友271,038人（佔轄區總人口75.0%）、卅二個堂區、五十八名司鐸。現任教區主教為托米斯拉夫·科利亞伊奇·馬羅耶維奇。